# 阿列克西伊夫卡 (斯瓦托韋區)
49°25′18″N 38°46′16″E / 49.42167°N 38.77111°E
阿列克西伊夫卡（烏克蘭語：Олексіївка）是位於烏克蘭東部的村莊，由盧甘斯克州斯瓦托韋區的比洛庫拉基內市鎮負責管轄。該村始建於1663年，面積4.97平方公里，海拔高度72米，2001年人口707。